# Campanya del Loira
La Campanya del Loira va consistir en una ofensiva francesa durant la fase final de la Guerra dels Cent Anys. Comandat per Joana d'Arc, l'exèrcit francès va alliberar Orleans, va capturar tres vitals ponts sobre el riu Loira i va obtenir la decisiva victòria de Patay.

## Les ciutats del Loira
El següent pas de la campanya va ser alliberar la resta de ciutats que els anglesos havien anat prenent i així acorralar Orleans i deixar-la sense el suport de les seves viles més properes. Així doncs Meung, Jargeau, Beaugency i Patay eren els objectius principals.
Amb Orleans alliberada, el rei va anar a reunir-se amb Joana el 10 de maig a Tours. Aquesta ciutat estava al costat de Chinon, a la riba nord del Loira just abans d'arribar a Blois, per on havia passat prèviament Joana d'Arc abans d'arribar a Orleans. I és que el rei havia de mesurar els seus moviments donada la inseguretat permanent per la proximitat i la potència de les tropes anglo-borgonyones. Joana d'Arc va anar al seu encontre mentre el Bastard, Ponton de Xantrailles i el mariscal de Saint Severe van fer les primeres incursions a Jargeau, a l'est d'Orleans.
Després d'aquesta primera temptativa, van anar a l'encontre del rei i Joana d'Arc el mateix dia 13 a Loches, on van començar a dissenyar una campanya per recuperar les terres del Loira: Jargeau, Meung i Beaugency. Joana d'Arc va estar fent algunes visites, per exemple a la família del Duc d'Alençon a Saint Florent lès Saumur. Finalment, abans d'iniciar el setge, el dia 9 de juny Joana d'Arc va arribar a Orleans i es va reincorporar a l'exèrcit. Va anar el mateix dia cap a Jargeau amb un exèrcit de segurament més de 6.000 homes, i sota la direcció del Duc d'Alençon i el Conestable Artur III de Bretanya. Es trobarien amb el Bastard i amb Florent d'Illiers, que venien de Châteaudun amb més reforços. En Jargeau els esperava novament Suffolk.
Durant dos dies els francesos van assetjar Jargeau fins al seu alliberament el 12 de juny. El camí fins a aconseguir l'objectiu va ser la superació el mateix dia 10 d'una petita guarnició que va sortir a l'encontre dels francesos. Un cop derrotada, l'endemà dia 11, es van iniciar els bombardejos a Jargeau, rellançant la campanya dels francesos per les diferents viles del Loira, i va permetre la persecució dels anglesos fins a la seva expulsió d'aquelles terres.
El dia 12 els anglesos patirien una gran derrota. Els francesos van aconseguir pujar les muralles i dirigir un atac definitiu a la ciutat. Joana d'Arc va rebre una pedrada al cap, amb la fortuna que el seu casc la va protegir de la mort. Joana d'Arc, que havia estat al mig de la batalla amb l'estendard alçat en tot moment, es va aixecar i les tropes franceses van acabar vencent i fent presoner a Suffolk al final del dia. El 1898 un escultor francès, Lanson, va erigir una estàtua a Joana en què aquesta es portava la mà al cap per recordar el cop (aquesta estàtua es troba a la Place du Martroy a Jargeau). William de la Pole, el Comte de Suffolk, quedaria tres anys pres. Sortiria l'any 1431. El 28 gener 1450 moriria assassinat. John de la Pole, el seu germà, el succeiria.
Amb rapidesa, l'exèrcit francès va aprofitar el canvi d'ànim de les tropes i en dos dies es van plantar a Meung, el següent objectiu. Aquesta vegada van fer un atac nocturn, després d'haver-lo preparat detalladament el dia 13 a Orleans. El dia 14 es va produir un atac i, sense haver-lo acabat ni haver fet capitular la ciutat, va bombardejar la fortalesa de Baugency el dia 15, sempre des d'una de les illes de l'interior del Loira, quedant protegits. Beaugency va ser defensada per una guarnició anglesa a les ordres de William Gough. En veure venir la derrota, els anglesos van pactar la rendició i se'n van anar lliurement el matí del 17 de juny.
Així mateix, el dia 13 de juny havia sortit una expedició de prop de tres mil pagesos des de Janville, al nord d'Orleans, passat Patay, comandada per Bedford i dirigida per Sir John Fastolf, a qui se li va unir John Talbot, comte de Shrewsbury, que venia amb reforços de Meung el dia 16. Els dos van decidir anar a atacar els francesos a Beaugency, desconeixent que ja havia estat capturada de bon matí. D'aquesta manera, baixant del nord, els anglesos es van trobar amb l'exèrcit de Joana d'Arc, que venia d'alliberar Beaugency. Així doncs, van formar files i es van disposar a lluitar, amb la desgràcia per als comandants anglesos que les seves tropes no van voler entrar en combat, segurament veient venir la derrota, i van fugir a Meung. Els Armagnacs aquella mateixa nit van tornar a Meung també, on els anglesos tenien una millor defensa, ja que estaven en una fortalesa. Però tot i els bombardejos, no van poder evitar la derrota i, amb la lliçó apresa, el 18 de juny se'n van anar d'hora cap al nord, amb la intenció de tornar a Janville per un antic camí romà, probablement per esperar reforços des de París, cosa que volien evitar els francesos.
Les viles de la vora i de la vall del Loira havien estat, doncs, recuperades per l'exèrcit de  la Pucelle , però la gesta no va acabar aquí, ja que es temia que si deixaven escapar els anglesos, aquests podrien tornar reforçats. Així que després de discutir què calia fer, Joana d'Arc va encoratjar als seus capitans a anar a l'encontre dels anglesos abans d'arriscar a patir unes hipotètiques conseqüències desfavorables. Semblava una tasca difícil, però no sabien que els anglesos s'havien aturat a reposar no gaire lluny de Janville, concretament a Patay, encara que el punt exacte no es coneix. D'aquí el nom de la batalla de Patay.
Els dos exèrcits es van preparar per la batalla. Els francesos tenien la cavalleria pesant amb Étienne de Vignolles (La Hire) i Ponton dirigint-la; el Bastard, Alençon i Gilles de Rais, en el cos de l'exèrcit, van prendre part en la batalla, mentre que Joana d'Arc i Richemont es van quedar en un segon pla. La tàctica francesa va ser la de llançar la cavalleria a l'atac per eclipsar els prop de 500 arquers que van prendre les posicions davanteres per intentar aturar-los. La velocitat dels francesos aviat va superar el radi d'acció de les fletxes. La tàctica havia sortit bé, perquè superada la línia d'arquers, van poder dirigir-se al cor de la formació anglesa, on hi havia el següent escull: Fastolf.
Els arquers havien estat dirigits per Scales i Talbot, que van ser capturats mentre que més enrere havia quedat Sir John Fastolf, que el va veure venir i superats els arquers, en veure que les seves tropes no ho aconseguirien, va fugir derrotat cap al nord amb la poca tropa que encara quedava darrere de la protecció dels arquers i que estava a punt d'entrar en combat. Els anglesos havien patit la derrota definitiva a les terres del Loira i els camps del voltant (aquest últim combat resolt fàcilment en poc temps), obrint així les portes definitivament a la consagració de Carles VII com a rei de França a Reims. Joana d'Arc va mostrar pietat cap als presoners anglesos, demostrant així que no tenia esperit de venjança, tal com marquen les directrius de l'església; en el judici de Rouen ja va dir que mai havia matat a cap home, parlant dels motius pels quals portava l'estendard: " Era jo mateixa qui portava el nomenat estendard quan jo carregava cap als enemics, per evitar matar ningú. Jo mai vaig matar un home  ".